# Nils Westermark
Nils Johan Hugo Westermark (Estocolm, 9 de setembre de 1892 - Estocolm, 24 de gener de 1980) va ser un regatista suec que va competir a començaments del segle xx. Era germà del també regatista Herbert Westermark.
El 1912 va prendre part en els Jocs Olímpics d'Estocolm, on va guanyar la medalla de plata en la categoria de 8 metres del programa de vela. Westermark navegà a bord del Sans Atout junt a Emil Henriques, Bengt Heyman, Alvar Thiel i Herbert Westermark.